# أرييل فرنانديز
أرييل فرنانديز (بالإسبانية: Ariel Fernández)‏ هو رياضياتي وكيميائي أرجنتيني، ولد في 8 أبريل 1957 في باهيا بلانكا في الأرجنتين.

## وصلات خارجية
- الموقع الرسمي